# Shō Sasaki (piłkarz)
Shō Sasaki (jap. 佐々木 翔 Sasaki Shō; ur. 2 października 1989) – japoński piłkarz występujący na pozycji obrońcy. Od 2015 występuje w Sanfrecce Hiroszima.

## Kariera klubowa
Od 2012 roku występował w klubach Ventforet Kofu i Sanfrecce Hiroszima.